# Arany korallsügér
Az arany korallsügér (Amblyglyphidodon aureus) a sugarasúszójú halak (Actinopterygii) osztályába a sügéralakúak (Perciformes) rendjébe és a korállszirtihal-félék családjába tartozó faj.

## Előfordulása
A Csendes-óceán nyugati és az Indiai-óceán keleti részén honos.

## Megjelenése
Testhossza 10-13 centiméter.